# Choriolaus flavirostris
Choriolaus flavirostris là một loài bọ cánh cứng trong họ Cerambycidae.